# Woonsocket (Rhode Island)
Woonsocket es una ciudad ubicada en el condado de Providence en el estado estadounidense de Rhode Island. En el año 2005 tenía una población de 44,328 habitantes y una densidad poblacional de 2,220 personas por km².

## Geografía
Woonsocket se encuentra ubicada en las coordenadas 42°00′30″N 71°30′58″O / 42.00833, -71.51611. Según la Oficina del Censo, la ciudad tiene un área total de 20,62 km² (8 mi²), de la cual 20 km² (7,7 mi²) es tierra y 0,6 km² (0,2 mi²) (3.14%) es agua.

## Demografía
Según la Oficina del Censo en 2000 los ingresos medios por hogar en la localidad eran de $30,819, y los ingresos medios por familia eran $38,353. Los hombres tenían unos ingresos medios de $31,465 frente a los $24,638 para las mujeres. La renta per cápita para la localidad era de $16,223. Alrededor del 19.4% de la población estaban por debajo del umbral de pobreza.